# Bébé Cyanure
Bébé Cyanure est une bande dessinée de Jean-Claude Forest publiée dans les neuf premiers et le onzième numéros de l'hebdomadaire Chouchou de novembre 1964 à avril 1965. Elle a été reprise en album par Glénat en 1975.

## Synopsis
En 3250 sur la planète Vénus, Bébé Cyanure et son frère Môme s'enfuient de leur orphelinat pour assister à la fête de sainte Anomalie de Saturne dans la ville de Scolopendra.
Bébé Cyanure est enlevée par Zorongo et sa femme la Belette pour prendre la place de Gypsie-Yoyo et recevoir le coffre-gouffre. Rejointe par son frère, elle accepte de jouer le jeu, et ils partent pour la couronne de ferraille atour de la planète Swift.

## Publication

### Revue
- Chouchou no 1 de novembre 1964 et no 9 de janvier 1965, puis no 11 d'avril 1965.

### Albums
- Jean-Claude Forest (préf. Numa Sadoul), Bébé Cyanure, Glénat, coll. « BDécouvertes », 1975, 24 p..